# Elezioni generali in Nicaragua del 2016
Le elezioni generali in Nicaragua del 2016 si tennero il 6 novembre per l'elezione del Presidente e il rinnovo dell'Assemblea nazionale.

## Risultati

### Elezioni presidenziali
| Candidati          | Partiti                                    | Voti      | %     |
| ------------------ | ------------------------------------------ | --------- | ----- |
| Daniel Ortega      | Fronte Sandinista di Liberazione Nazionale | 1 806 651 | 72,44 |
| Maximino Rodriguez | Partito Liberale Costituzionalista         | 374 898   | 15,03 |
| José Alvarado      | Partito Liberale Indipendente              | 112 562   | 4,51  |
| Saturnino Cerrato  | Alleanza Liberale Nicaraguense             | 107 392   | 4,31  |
| Erick Cabezas      | Partito Conservatore                       | 57 437    | 2,30  |
| Carlos Canales     | Alleanza per la Repubblica                 | 35 002    | 1,40  |
| Totale             | Totale                                     | 2 493 942 | 100   |

### Elezioni parlamentari
| Liste                                      | Nazionale | Nazionale | Nazionale | Collegi   | Collegi | Collegi | Totale seggi |
| Liste                                      | Voti      | %         | Seggi     | Voti      | %       | Seggi   | Totale seggi |
| ------------------------------------------ | --------- | --------- | --------- | --------- | ------- | ------- | ------------ |
| Fronte Sandinista di Liberazione Nazionale | 1 590 316 | 65,86     | 14        | 1 608 395 | 65,62   | 56      | 70           |
| Partito Liberale Costituzionalista         | 369 342   | 15,30     | 3         | 375 432   | 15,32   | 10      | 13           |
| Partito Liberale Indipendente              | 162 043   | 6,71      | 1         | 117 626   | 4,80    | 1       | 2            |
| Alleanza Liberale Nicaraguense             | 137 541   | 5,70      | 1         | 137 078   | 5,59    | 1       | 2            |
| Partito Conservatore                       | 106 027   | 4,39      | 1         | 110 568   | 4,51    | -       | 1            |
| Alleanza per la Repubblica                 | 49 329    | 2,04      | -         | 70 939    | 2,89    | 1       | 1            |
| YATAMA                                     | 0         | 0,00      | -         | 30 901    | 1,26    | 1       | 1            |
| Membri designati                           | 0         | 0,00      | -         | 0         | 0,00    | -       | 2            |
| Totale                                     | 2 414 598 | 100       | 20        | 2 450 939 | 100     | 70      | 92           |